# Stelis modesta
Stelis modesta är en biart som beskrevs av Johann Dietrich Alfken 1931. Stelis modesta ingår i släktet pansarbin, och familjen buksamlarbin. Inga underarter finns listade i Catalogue of Life.